# زنبور أحمر أوروبي
الزنبور الأحمر الأوروبي أو الزنبور الأوروبي (الاسم العلمي: Vespa crabro) هو أكبر دبور يعيش في أوروبا. وهو أيضًا الزنبور الأحمر الوحيد الموجود في أمريكا الشمالية، بعد أن أدخله المستوطنون الأوروبيون في القرن التاسع عشر. عادة ما يعتبر الزنبور الأحمر الأوروبي آفة من قبل بعض البشر الذين يتعاملون معها. تشتهر هذه الدبابير بصنع أعشاش معقدة تشبه الورق من المواد النباتية المحيطة والألياف الأخرى.
يلدغ هذا النوع بسبب استجابة للدوس عليه أو الإمساك به، ولكنه يتجنب الصراع بشكل عام. كما أن هذه الدبابير دفاعية عن عشها ويمكن أن تكون عدوانية حول مصادر الطعام. يجب توخي الحذر عند العثور عليها، لأنها قد تقوم باللدغة دون سابق إنذار. الزنابير الحمراء الأوروبية هي إلى حد كبير آكلة لحوم وتطارد الحشرات الكبيرة مثل الخنافس والزنابير الصغيرة والعث الكبيرة واليعسوب والسرعوف. كما أنها تتغذى على الفاكهة الساقطة وغيرها من مصادر الأطعمة السكرية. غالبًا ما يُبلغ عن الافتراس المتبادل بين الدبابير متوسطة الحجم وذباب السطو (فصيلة العنتر).

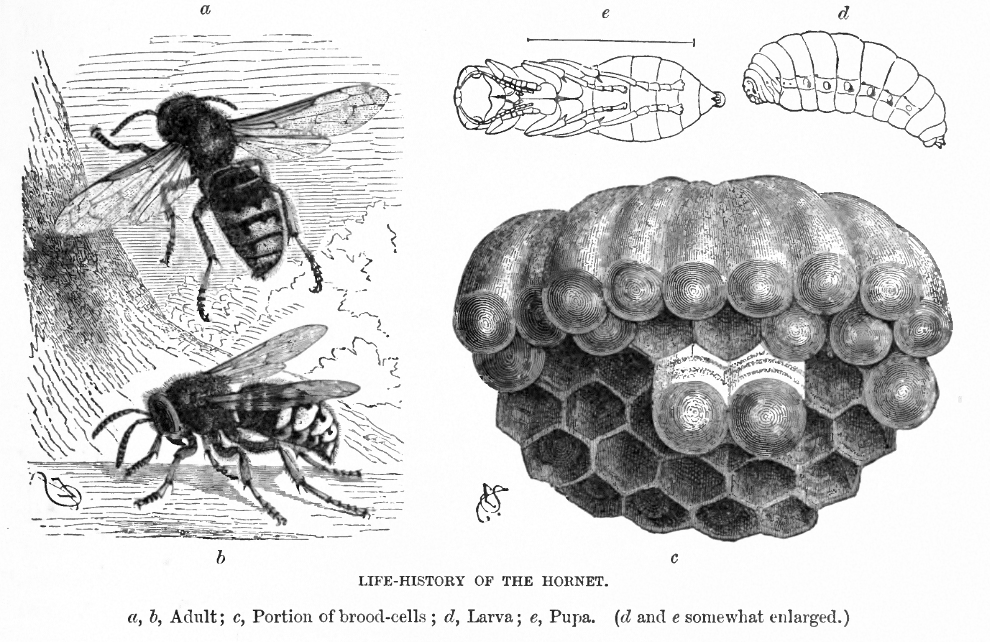
تاريخ حياته

## صور

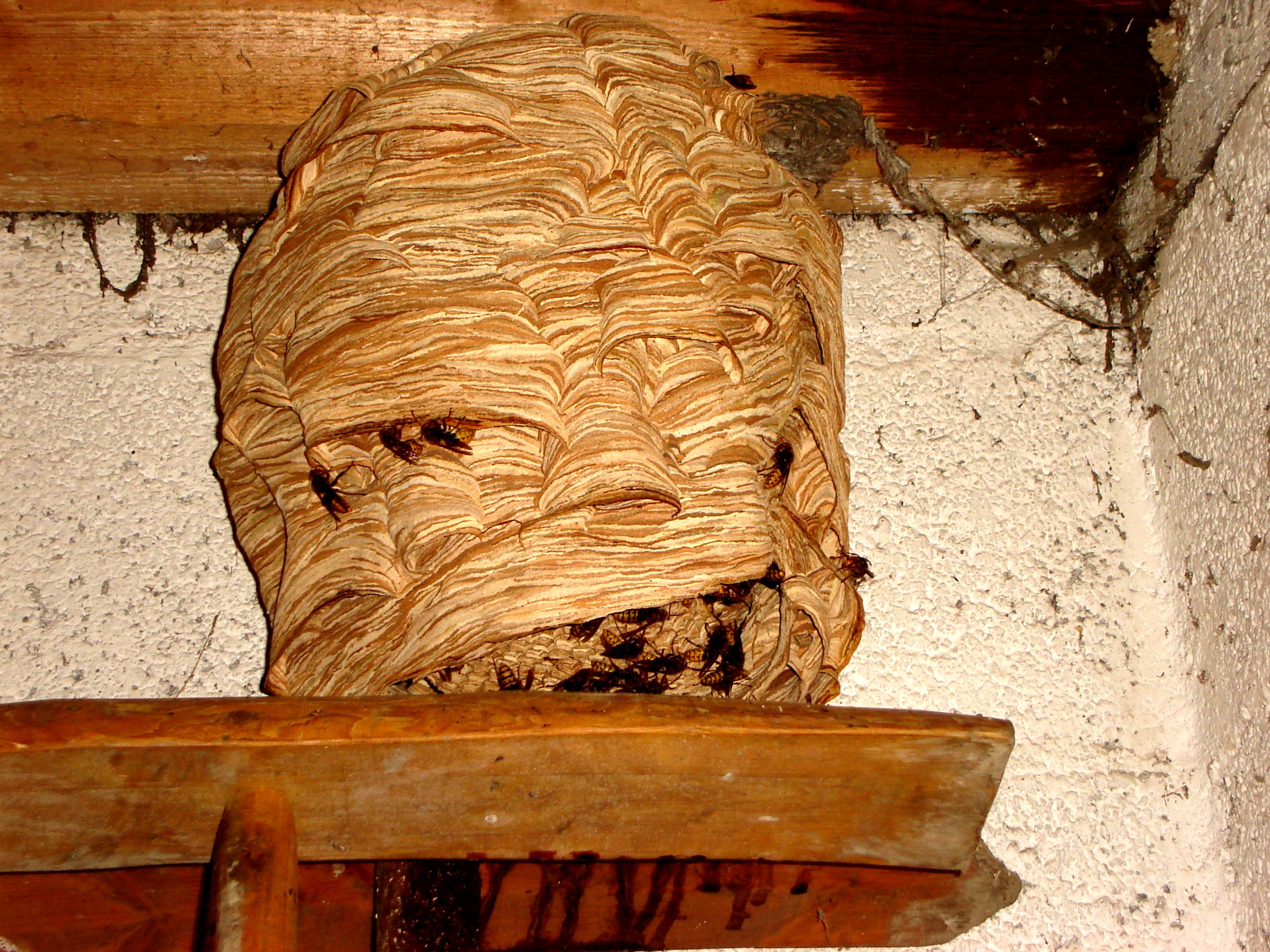
عش زنبور أحمر أوروبي
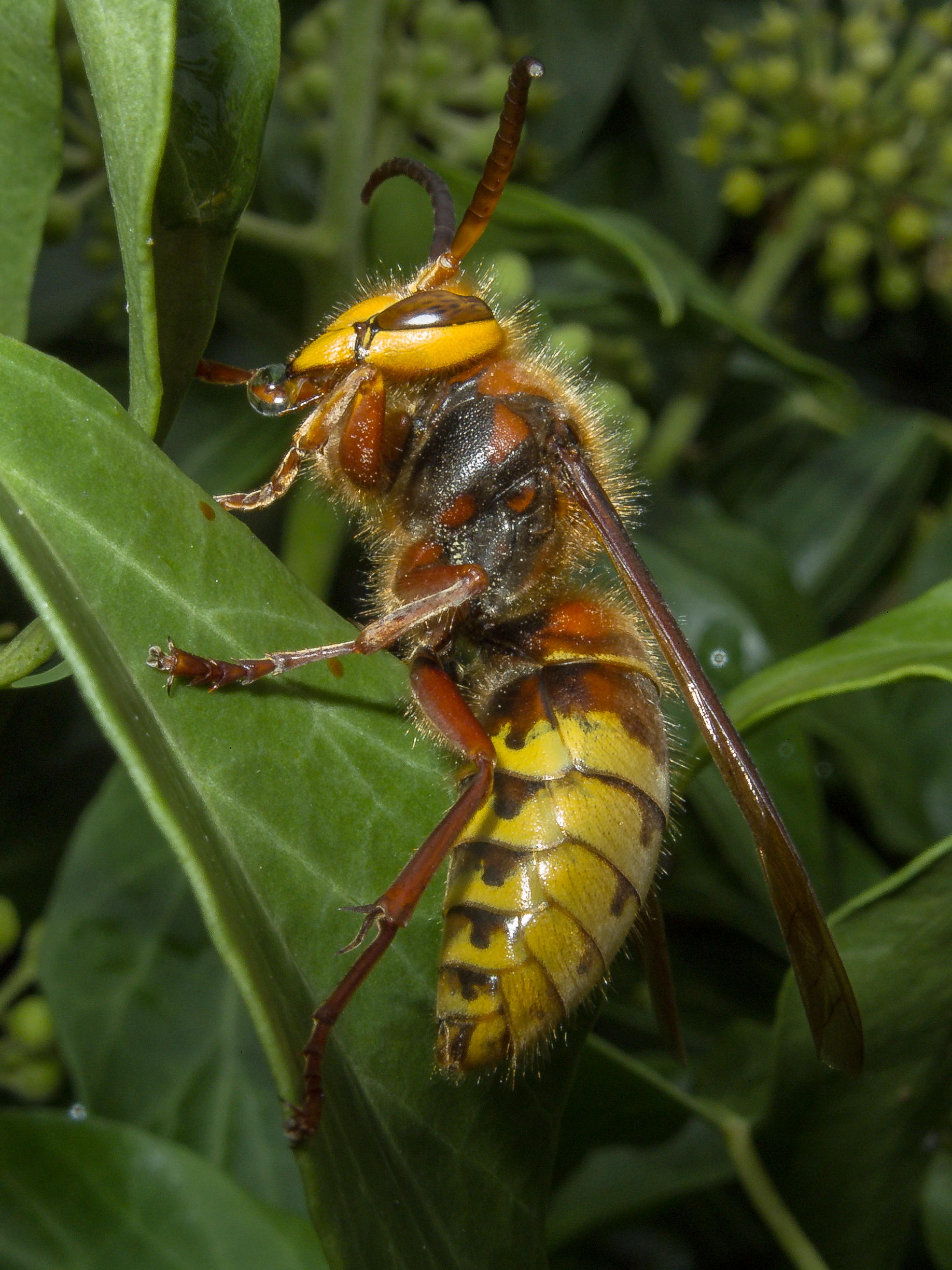
رأس أصفر تقريبًا
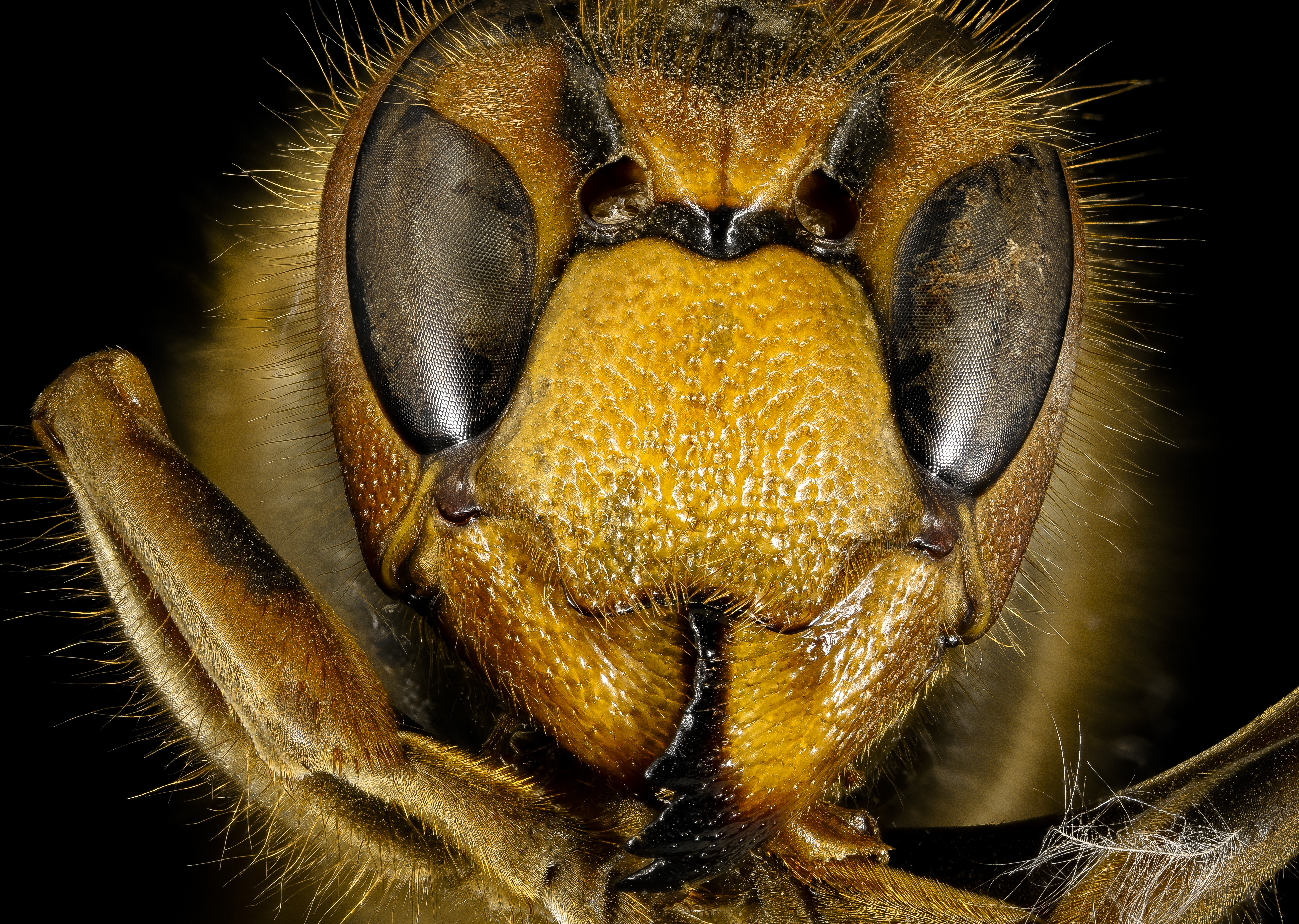
وجه الزنبور الأحمر الأوروبي
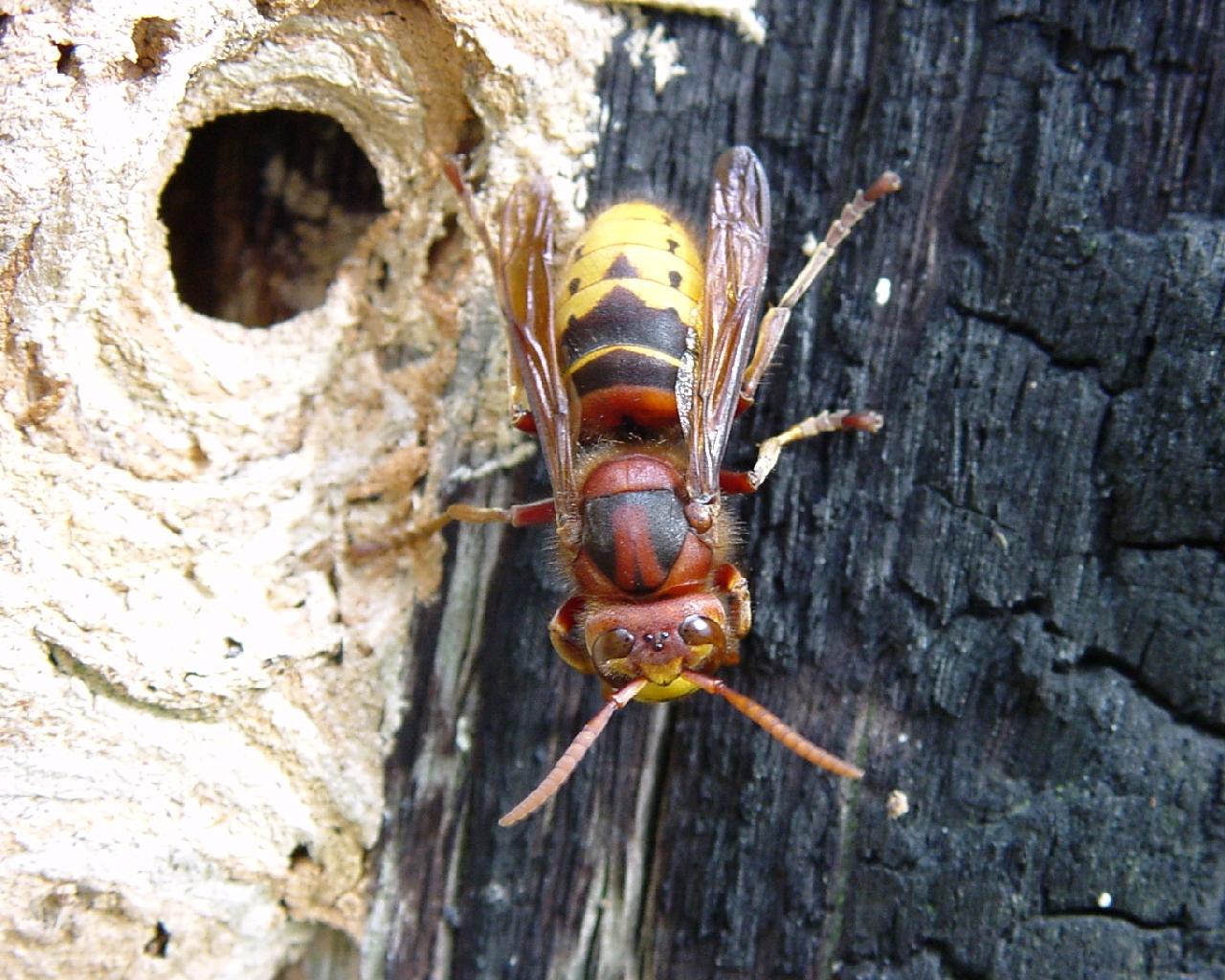
عرض أنثى الزنبور الأحمر الأوروبي الظهرية
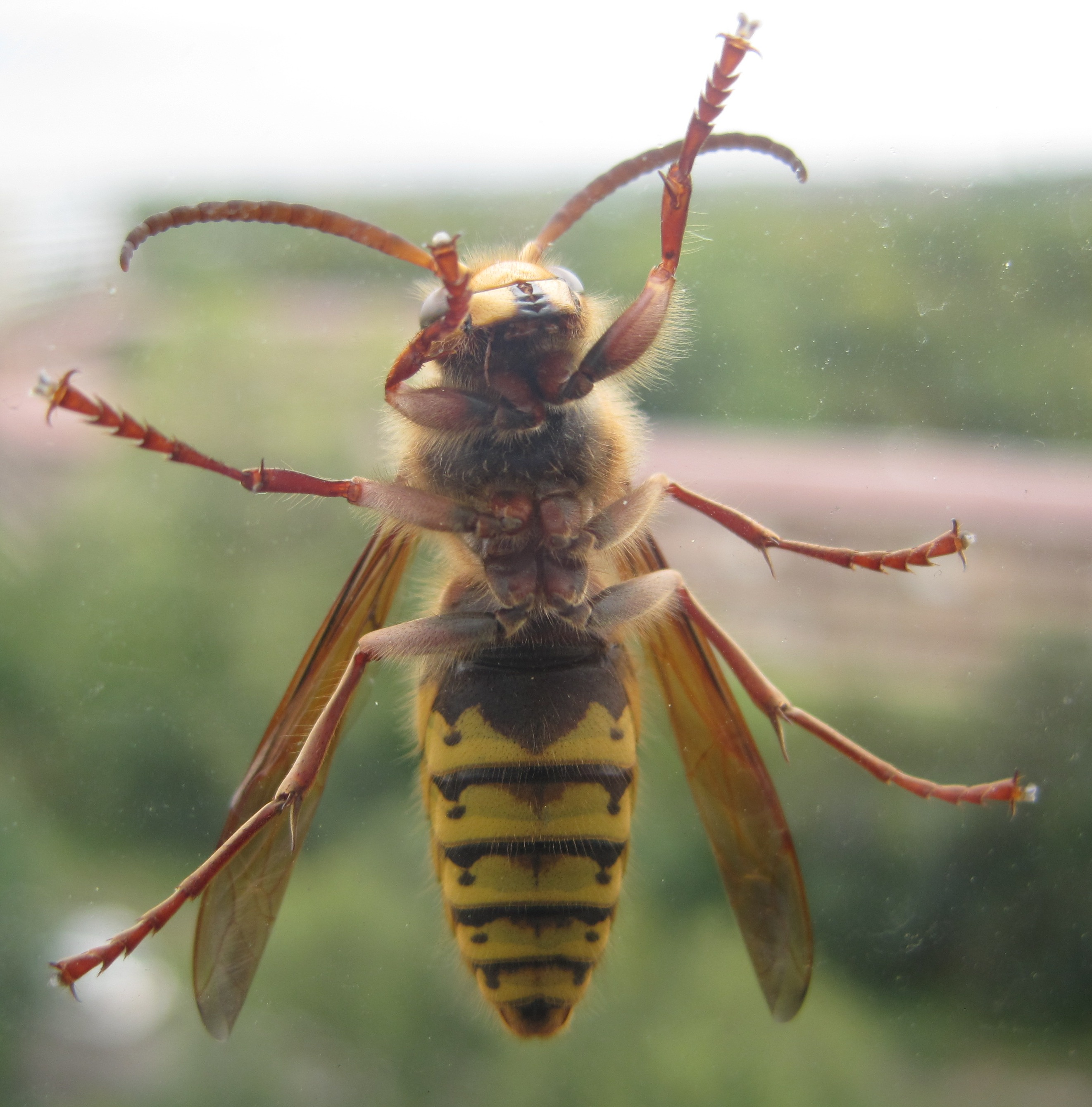
عرض بطني لذكر
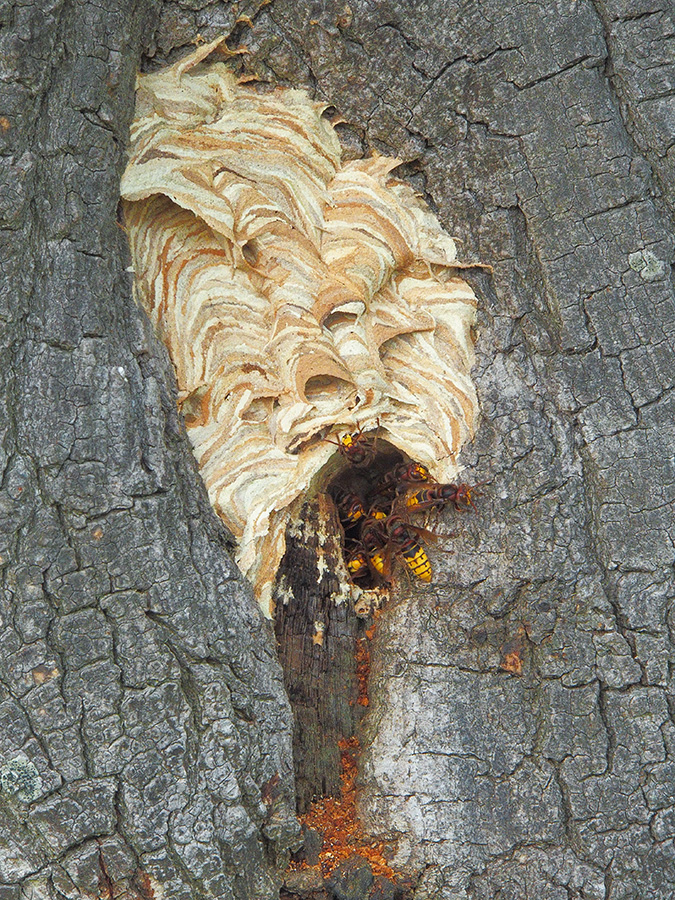
عش في شجرة جوفاء
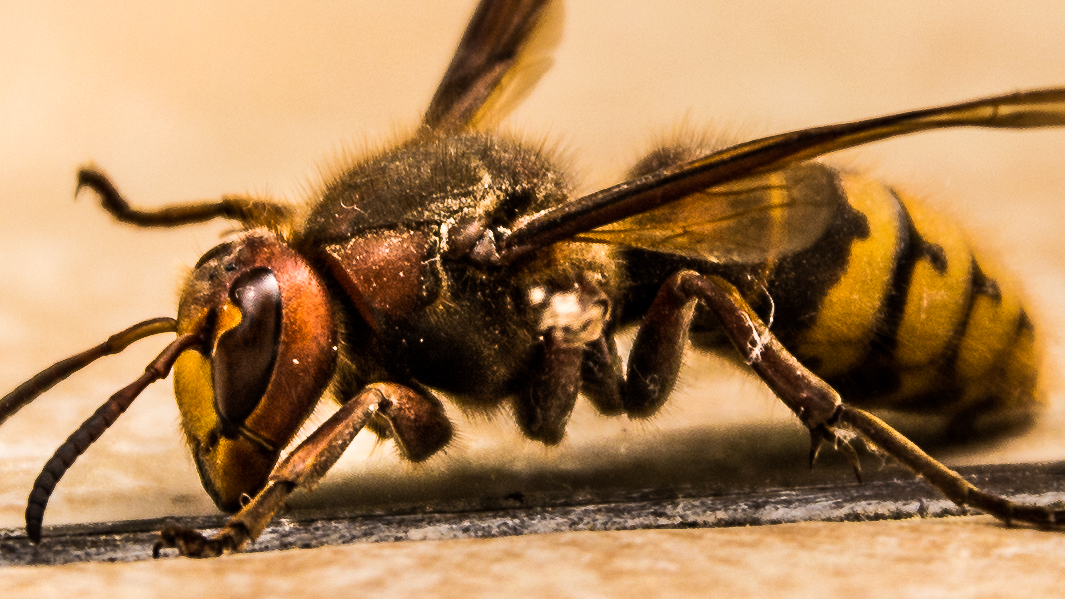

- فيديو للزنابير الأحمر الأوروبية في عشها

## روابط خارجية
- موقع حماية الزنبور الأحمر الأوروبي
- صحيفة وقائع الزنبور الأحمر الأوروبي - قسم علم الحشرات بولاية بنسلفانيا
- "الزنابير الحمراء الأوروبية ونسغ البلوط"